# Mięśnie szyi

Mięśnie szyi.

Mięśnie szyi (łac. musculi colli) u człowieka dzielą się na trzy grupy: powierzchowne, środkowe i głębokie.

## Powierzchowne mięśnie szyi
- mięsień szeroki szyi (łac. platysma)
- mięsień mostkowo-obojczykowo-sutkowy (łac. musculus sternocleidomastoideus)[1]

| Nazwa                                | Funkcja | Unerwienie                        | Przyczep początkowy           | Przyczep końcowy                                       |
| ------------------------------------ | --- | --------------------------------- | ----------------------------- | ------------------------------------------------------ |
| Mięsień szeroki szyi                 | Unosi skórę szyi, ułatwiając przepływ w żyle szyjnej zewnętrznej. Obniża kąty ust.                                                  | nerw twarzowy (VII)               | skóra okolicy podobojczykowej | skóra między kątem ust, a powięzią przyuszną           |
| Mięsień mostkowo-obojczykowo-sutkowy | Obustronnie: Odchyla głowę ku tyłowi lub unosi klatkę piersiową. Jednostronnie: Zgina głowę w bok, obraca lub unosi twarz ku górze. | nerw dodatkowy (XI), splot szyjny | mostek, obojczyk              | wyrostek sutkowy kości skroniowej, kresa karkowa górna |

## Środkowe mięśnie szyi
- Mięśnie nadgnykowe (łac. musculi suprahyoidei)
  - mięsień dwubrzuścowy (łac. musculus digastricus)

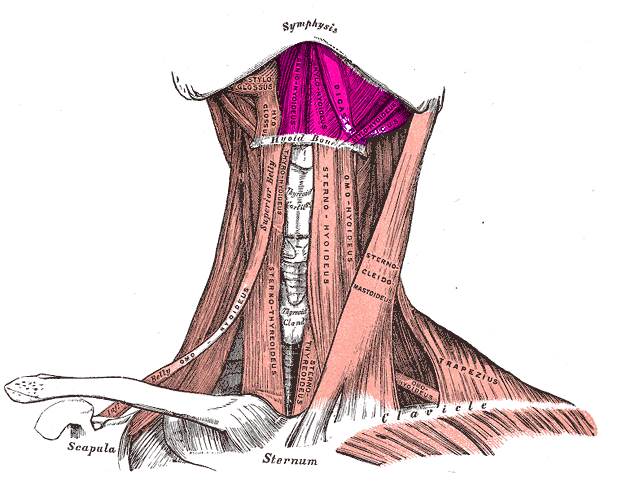
Mięśnie nadgnykowe (wyróżnione)

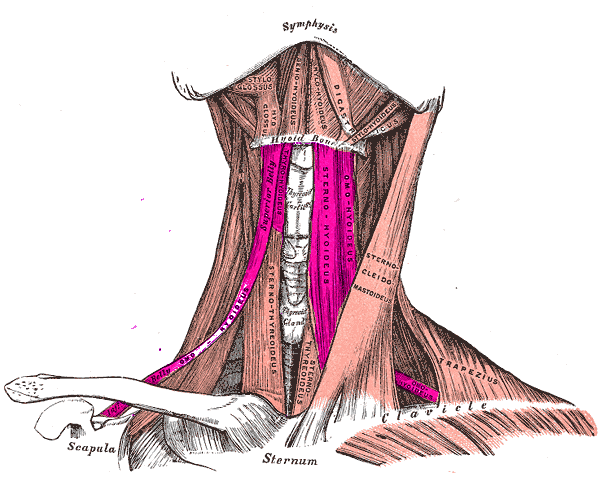
Mięśnie podgnykowe (wyróżnione)

  - mięsień rylcowo-gnykowy (łac. musculus stylohyoideus)
  - mięsień żuchwowo-gnykowy (łac. musculus mylohyoideus)
  - mięsień bródkowo-gnykowy (łac. musculus geniohyoideus)[1]

- Mięśnie podgnykowe (łac. musculi infrahyoidei)
  - mięsień mostkowo-gnykowy (łac. musculus sternohyoideus)
  - mięsień łopatkowo-gnykowy (łac. musculus omohyoideus)
  - mięsień mostkowo-tarczowy (łac. musculus sternothyroideus)
  - mięsień tarczowo-gnykowy (łac. musculus thyrohyoideus)[1]

| Nazwa                     | Funkcja                                                                    | Unerwienie                                 | Przyczep początkowy                | Przyczep końcowy                   |
| ------------------------- | -------------------------------------------------------------------------- | ------------------------------------------ | ---------------------------------- | ---------------------------------- |
| Mięsień dwubrzuścowy      | Unosi kość gnykową lub opuszcza żuchwę.                                    | nerw twarzowy (VII), nerw żuchwowo-gnykowy | wcięcie sutkowe                    | żuchwa                             |
| Mięsień rylcowo-gnykowy   | Unosi kość gnykową.                                                        | nerw twarzowy (VII)                        | wyrostek rylcowy kości skroniowej  | róg mniejszy kości gnykowej        |
| Mięsień żuchwowo-gnykowy  | Unosi kość gnykową, powoduje napięcie dna jamy ustnej lub opuszcza żuchwę. | nerw żuchwowo-gnykowy                      | kresa żuchwowow-gnykowa żuchwy     | trzon kości gnykowej               |
| Mięsień bródkowo-gnykowy  | Unosi kość gnykową lub opuszcza żuchwę.                                    | nerw szyjny                                | kolec bródkowy                     | trzon kości gnykowej               |
| Mięsień mostkowo-gnykowy  | Ustala kość gnykową.                                                       | pętla szyjna                               | rękojeść mostka                    | trzon kości gnykowej               |
| Mięsień łopatkowo-gnykowy | Ustala kość gnykową.                                                       | pętla szyjna                               | brzeg górny łopatki                | trzon kości gnykowej               |
| Mięsień mostkowo-tarczowy | Ustala kość gnykową.                                                       | pętla szyjna                               | rękojeść mostka, żebro I           | kresa skośna chrząstki tarczowatej |
| Mięsień tarczowo-gnykowy  | Ustala kość gnykową.                                                       | nerw szyjny                                | kresa skośna chrząstki tarczowatej | róg większy kości gnykowej         |

## Głębokie mięśnie szyi
- Mięśnie pochyłe (łac. musculi scaleni)

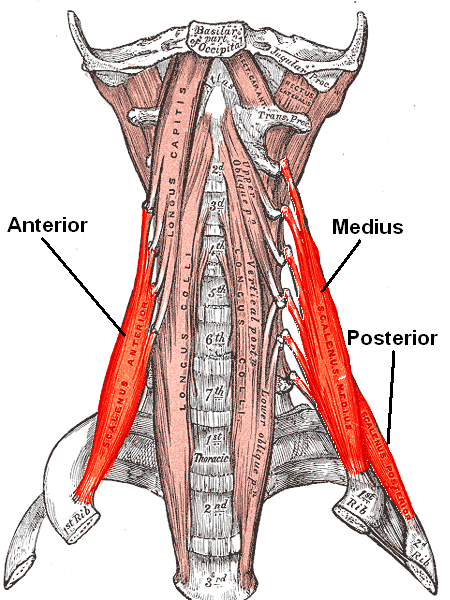
Mięśnie pochyłe (wyróżnione).

  - mięsień pochyły przedni (łac. musculus scalenus anterior)
  - mięsień pochyły środkowy (łac. musculus scalenus medius)
  - mięsień pochyły tylny (łac. musculus scalenus posterior)
  - mięsień pochyły najmniejszy (łac. musculus scalenus minimus)[1]

- Mięśnie przedkręgowe (łac. musculi prevertebrales)
  - mięsień prosty przedni głowy (łac. musculus rectus capitis anterior)
  - mięsień długi głowy (łac. musculus longus capitis)
  - mięsień długi szyi (łac. musculus longus colli)[1]

| Nazwa                        | Funkcja                                                                                          | Unerwienie                              | Przyczep początkowy                                              | Przyczep końcowy                               |
| ---------------------------- | ------------------------------------------------------------------------------------------------ | --------------------------------------- | ---------------------------------------------------------------- | ---------------------------------------------- |
| Mięsień pochyły przedni      | Obustronnie: Pochyla głowę do przodu lub unosi żebra. Jednostronnie: Zgina szyję i głowę na bok. | gałąź brzuszna nerwu rdzeniowego        | wyrostki poprzeczne kręgów szyjnych (CIII-VI)                    | guzek mięśnia pochyłego przedniego na żebrze I |
| Mięsień pochyły środkowy     | Obustronnie: Pochyla głowę do przodu lub unosi żebra. Jednostronnie: Zgina szyję i głowę na bok. | gałąź brzuszna nerwu rdzeniowego        | wyrostki poprzeczne kręgów szyjnych (CII-VII)                    | żebro I                                        |
| Mięsień pochyły tylny        | Obustronnie: Pochyla głowę do przodu lub unosi żebra. Jednostronnie: Zgina szyję i głowę na bok. | gałąź brzuszna nerwu rdzeniowego        | wyrostki poprzeczne kręgów szyjnych (CIV-VI)                     | żebro II                                       |
| Mięsień pochyły najmniejszy  | Obustronnie: Pochyla głowę do przodu lub unosi żebra. Jednostronnie: Zgina szyję i głowę na bok. | gałąź brzuszna nerwu rdzeniowego        | wyrostek poprzeczny kręgu szyjnego (CVI lub CVII)                | żebro I i opłucna                              |
| Mięsień prosty przedni głowy | Obustronnie: Zgina głowę do przodu. Jednostronnie: Zgina i obraca głowę i kręgosłup szyjny.      | gałąź brzuszna nerwu rdzeniowego        | części boczne kręgu szczytowego                                  | podstawa kości potylicznej                     |
| Mięsień długi głowy          | Obustronnie: Zgina głowę do przodu. Jednostronnie: Zgina i obraca głowę i kręgosłup szyjny.      | gałąź przednia nerwów szyjnych (CI-CII) | guzki przednie wyrostków poprzecznych kręgów szyjnych (CIII-CVI) | podstawa kości potylicznej                     |
| Mięsień długi szyi           | Obustronnie: Zgina głowę do przodu. Jednostronnie: Zgina i obraca głowę i kręgosłup szyjny.      | gałąź brzuszna nerwu rdzeniowego        | kręgi szyjne (CII-CV)                                            | dolne kręgi szyjne, górne kręgi piersiowe      |